# إيثريوم كلاسيك
إيثريوم كلاسيك (بالإنجليزية: Ethereum Classic) هي عبارة عن منصة حوسبة موزعة مفتوحة المصدر  وعامة تستند إلى الكتلة وتتميز بوظائف التعاقد (البرمجة النصية) ذكية. يمتلك إيثريوم كلاسيك وإيثريوم رمزًا مميزًا يسمى "ether" ، والذي يمكن نقله بين المشاركين.